# Feromona de Nasonov

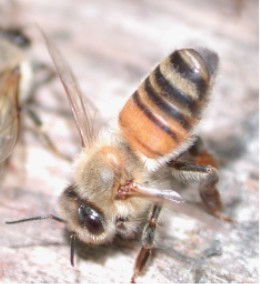
Abeja obrera exponiendo la glándula de Nasonov (blanca, en la punta del abdomen) liberando feromona para atraer a sus compañeras a la colmena.

La feromona de Nasonov (o Nasanov) es una sustancia química producida por las abejas obreras para orientar a las forrajeadoras que regresan a la colmenta. La hormona es producida por la glándula de Nasonov, ubicada en la parte dorsal del abdomen, con una abertura en la base del último segmento o terguito. Desparraman la feromona levantando el abdomen y batiendo las alas vigorosamente. Las antenas de abejas obreras poseen receptores sensibles a la feromona.
La feromona contiene varios terpenoides, incluyendo geraniol, ácido nerólico, citral y ácido geránico. Este aroma ayuda a las abejas a encontrar la entrada de la colmena. También sirve de guía cuando colocada en flores, así otras abejas obreras pueden encontrar néctar. La abeja obrera forrajera usa esta guía para encontrar la colmena. Cuando el apicultor abre la colmena, mezcla los olores. Puede llevar hasta 48 horas para que el equilibrio de olores se restablezca. 
Se ha creado una feromona de Nasonov sintética que los apicultores usan para guiar los enjambres a una colmena vacía. Consiste de citral y geraniol en proporción 2:1.
La feromona de Nasonov también se ha encontrado en otras abejas sociales de la familia Apidae, género Bombus.